# Кошаре (Урошевац)
Кошаре (алб. Kosharë) је насељено место у општини Урошевац, на Косову и Метохији. Према попису становништва из 2011. у насељу је живело 2.077 становника.

## Становништво
Према попису из 2011. године, Кошаре има следећи етнички састав становништва:
| Националност | 2011.          |
| Албанци      | 2.019 (97,21%) |
| Ашкалије     | 57 (2,74%)     |
| други        | 1 (0,05%)      |
| Укупно       | 2.077          |

| Демографија | Демографија | Демографија |
| Година      | Становника  | Становника  |
| ----------- | ----------- | ----------- |
| 1948.       | 711         |             |
| 1953.       | 779         |             |
| 1961.       | 925         |             |
| 1971.       | 1.203       |             |
| 1981.       | 1.543       |             |
| 1991.       | 1.810       |             |
| 2011.       | 2.077       |             |